# 쌍방향 텔레비전

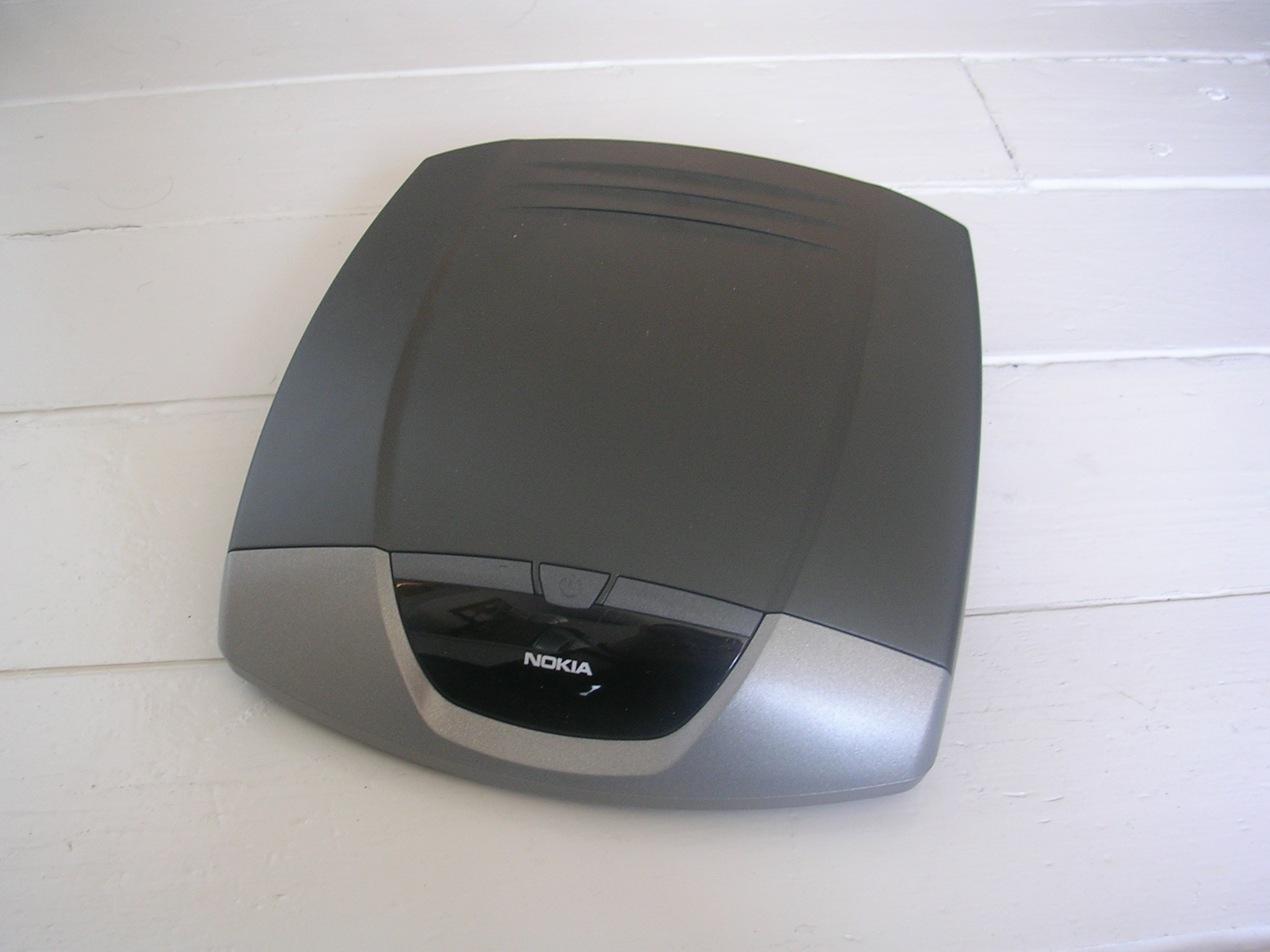
디지털 TV 셋톱 박스.

쌍방향 텔레비전(interactive television, 줄여서 iTV)은 '상호작용 TV'를 말한다. 그러나, 아직 iTV에 대한 상호작용성에 대한 수준에 대해서는 많은 논의가 있다.
여기서의 상호작용성(interactivity)은 대략, TV를 끄고 켜거나, 볼륨, 채널변환 정도의 저급 상호작용성(low interactivity)와 동영상 재생기의 조작 없이 간단한 영화를 요청할 수 있는 중급 상호작용성(moderate interactivity)과 시청자가 직접 투표를 하여 그 결과가 TV프로그램 시청에 영향을 줄 수 있는 고급 상호작용성(high interactivity)으로 나눌 수 있다. 그러나, 프로그램 제공자에게 의견을 줄 수 있는 경로가 꼭 필요로 하는 것은 아니다.
한번 동영상이 다운로드되면, 제어는 네트워크와 관련 없이 할 수 있으며, 필요로 하는 링크는 프로그램을 다운로드 하는 것뿐이다.
통상적으로 쌍방향 텔레비전은 중급 이상의 상호작용성을 갖는 TV라 정의할 수 있다.

## 같이 보기
- DVB-H
- MHEG-5
- 소셜 텔레비전